# Briancourt
Cet article possède des paronymes, voir Briaucourt et Driencourt.
Briancourt est un hameau de la commune de Bosseval-et-Briancourt depuis 1789. Ce hameau formait avec Montimont (hameau de Donchery depuis 1789) la communauté villageoise de Briancourt-et-Montimont. Elle présenta des doléances, comme telle, aux États généraux de 1789.